# Station de relevage

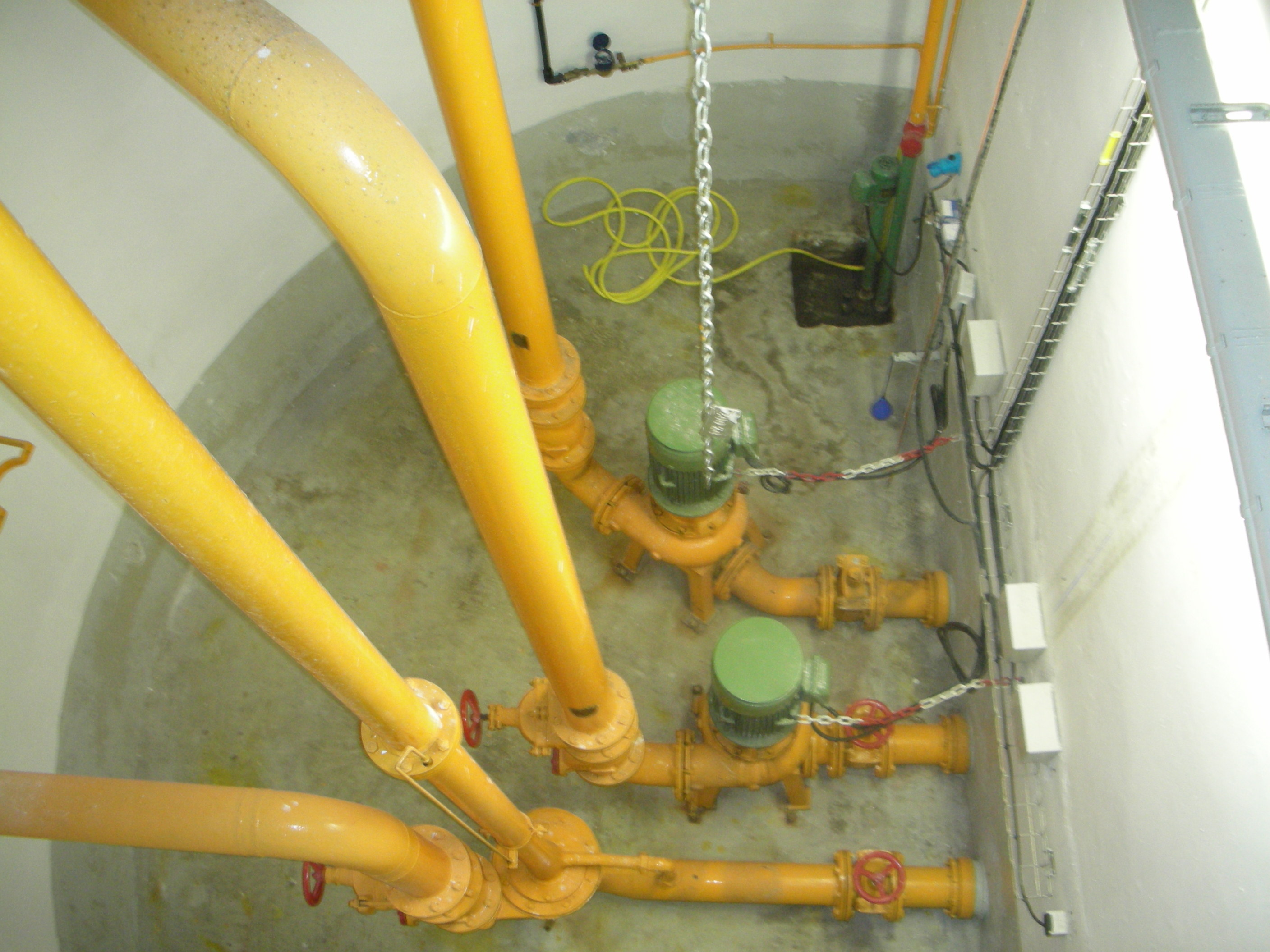
Station de pompage des eaux usées en fosse sèche (c'est-à-dire avec des pompes non immergées).

Les stations de relevage ou stations de relèvement des eaux usées sont des systèmes de pompage qui fonctionnent automatiquement et sont utilisées pour relever le niveau des eaux qui s'accumulent sous le niveau dit de reflux ou niveau de refoulement. Les eaux qui s'écoulent sous ce niveau ne peuvent pas s'écouler gravitairement vers l'exutoire.

## Description
Les stations de relevage peuvent être des installations privées le plus souvent de taille modeste par exemple dans une cave située plus profond que la canalisation de raccordement ou il peut s'agir d'installations plus importantes sur le réseau de collecte des eaux usées. Une installation de relèvement des eaux usées comporte généralement une ou plusieurs pompes, un bassin de collecte des eaux ou puisard  et un dispositif de mesure du niveau d'eau. Cette mesure peut être de type TOR ou analogique.
Pour les installations privées, ces dispositifs servent avant tout à prévenir l'inondation des parties situées sous le niveau de refoulement par reflux. Pour les installations situées sur le réseau de collecte, elles servent à rendre possible l'acheminement des eaux aux centres de collecte et traitement des eaux usées.